# Федерация тенниса Казахстана
Федерация тенниса Казахстана (англ. Kazakhstan Tennis Federation, KTF, каз. Қазақстан Теннис Федерациясы) — организация, курирующая вопросы тенниса в Казахстане: подготовку судей, проведение турниров, развитие детского тенниса. Для последней цели в 2008 году в Казахстане был создан проект Team Kazakhstan, имеющий целью взращивание молодых талантов. Головной офис федерации расположен в Астане; филиалы имеются 14 областях Казахстана, а также в городах Астана, Алма-Ата и Шымкент.
В числе других функций Федерации — налаживание отношений с теннисными федерациями других стран и международными теннисными организациями. Является членом Азиатской федерации тенниса (ATF) и Международной Федерации тенниса (ITF), в последней имеет пять голосов.
С 2007 года президентом организации является Булат Утемуратов. По его словам, «настоящих звёзд, за которыми тянулись бы юниоры, в Казахстане не было», в связи с чем выступать за страну были приглашены российские теннисисты — Михаил Кукушкин, Андрей Голубев, Ярослава Шведова.
Основные проекты федерации — развитие детского тенниса в Казахстане, Team Kazakhstan, развитие тенниса в регионах, программа сертификации тренеров и инструкторов по теннису в Казахстане, проведение турниров, программа подготовки судей, развитие тенниса среди любителей.

## Турниры
В Казахстане под эгидой Федерации тенниса проходят следующие соревнования:
1. Кубок Президента Республики Казахстан
2. Gold series
3. Турниры серии «Фьючерс»
4. Турниры серии «Челленджер»
5. Турниры ITF для юношей и девушек
6. Турниры ATFдля юношей и девушек
7. Обязательные турниры
8. Летний и зимний Чемпионаты РК
9. Юношеские первенства

В октябре 2024 года спортсменки готовятся к выступлению против сборной Кореи. В состав национальной сборной заявлены Елена Рыбакина, Зарина Дияс, Юлия Путинцева, Анна Данилина, Жибек Куламбаева.